# Ron Perry
Ronald Perry (Garrisonville, Virginia, 29 de diciembre de 1943) es un exjugador de baloncesto estadounidense.

## Trayectoria
- Minnesota Muskies (1967-1968)
- Miami Floridians (1968)
- New York Nets (1968-1969)
- Indiana Pacers (1969)
- Carolina Cougars (1969)
- New Orleans Buccaneers (1970)